# Thomas Hart Benton Home and Studio State Historic Site

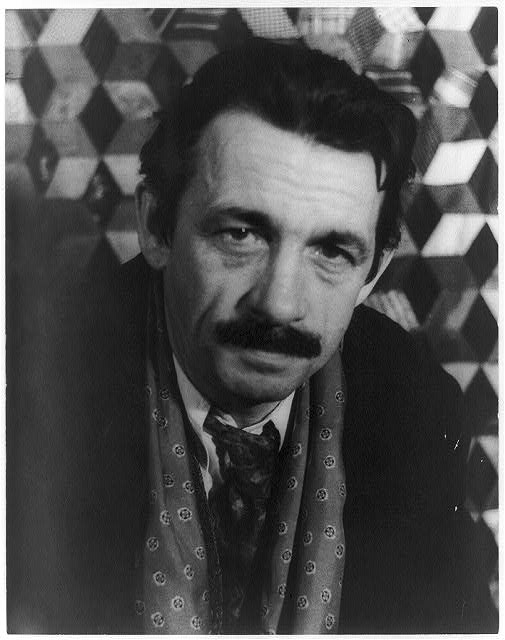
Portrait of Thomas Benton. April 1935 fotografiert von Carl Van Vechten

 Die Thomas Hart Benton Home and Studio State Historic Site liegt in Kansas City im US-Bundesstaat Missouri. 
Der 1300 m² große State Park besteht aus dem Gebäude, in dem der Maler Thomas Hart Benton von 1939 bis zu seinem Tod am 19. Januar 1975 gelebt, gearbeitet und unterrichtet hat. 1977 wurde die State Historic Site eingerichtet und das Gebäude 1980 im National Register of Historic Places eingetragen.
Die Hälfte des zweistöckigen Hauses im viktorianischen Stil wurde von dem Künstler in den frühen 1940ern nach seinen Bedürfnissen umgestaltet. Zu Bentons Lebzeiten entwickelte sich dort ein kultureller und kreativer Treffpunkt für Künstler, Architekten, Poeten und Politiker.
Das Studio wurde im Originalzustand mit allerlei Utensilien, Kaffeekannen voller Pinsel und einer aufgespannten Leinwand belassen. Fertige Werke des Malers sind an mehreren Stellen im Haus zu besichtigen.